# Enos (patriarca)
Enos (Beth Garmai, ... – Baghdad, 23 maggio 884) è stato un vescovo cristiano orientale siro, metropolita di Mosul e Erbil e patriarca della Chiesa d'Oriente dall'877 all'884.

## Biografia
Nativo del Beth Garmai, fu eletto metropolita di Mosul e Erbil dal patriarca Sergio (860-870).
Alla morte di quest'ultimo, la sede patriarcale rimase vacante per oltre 4 anni. Molti erano i pretendenti al trono, sostenuti dalle proprie famiglie, rivali tra loro, e uno di questi, Israele di Kaskar, riuscì a farsi eleggere, ma il governatore musulmano di Baghdad lo invitò a ritirarsi. Mari racconta che uno dei sostenitori del metropolita Enos aggredì Israele schiacciandogli così forte i testicoli, che lo portarono alla morte 40 giorni dopo.
Alla fine venne eletto Enos, che ricevette la consacrazione patriarcale il 13 gennaio 877 e pose la sua residenza a Dayr al-Jāthalīq (noto nelle fonti siriache con il nome di monastero di Klilisho). 
Si conosce poco del patriarcato di Enos. Lo storico Mari riferisce che esercitò il diritto di arbitrato in una disputa sorta tra i nestoriani di Al-Hira e di Kaskar, e che la sua sentenza entrò nel codice dei canoni della Chiesa d'Oriente.
L'evento più notevole del regno di Enos fu la "scoperta" nell'878 a Birmantha, da parte di un monaco nestoriano di nome Habib, di un trattato vecchio di quasi duecentocinquanta anni, scritto in arabo su una pelle di bue ingiallita, stipulato tra Maometto e i cristiani di Najrān. Questo trattato, che portava il sigillo del profeta, prometteva ai cristiani libertà di culto, esenzione dal servizio militare e privilegi per i monaci e le donne. Alcuni studiosi moderni ritengono che questo trattato sia un falso, redatto dai cristiani nel tentativo di garantirsi un trattamento migliore sotto il dominio musulmano.
Enos morì il 23 maggio 884.